# Muay thai nos Jogos Asiáticos de Artes Marciais de 2009
As competições de Muay Thai nos Jogos Asiáticos de Artes Marciais de 2009 ocorreram entre 2 e 7 de agosto. Quinze eventos foram disputados.

## Calendário
| Agosto    | 1 | 2 | 3 | 4 | 5 | 6 | 7  | 8 | 9 | Finais |
| --------- | - | - | - | - | - | - | -- | - | - | ------ |
| Muay Thai |   |   |   |   |   |   | 15 |   |   | 15     |

## Quadro de medalhas
| Ordem | País        | Medalha de ouro | Medalha de prata | Medalha de bronze |    |
| ----- | ----------- | --------------- | ---------------- | ----------------- | -- |
| 1     | Tailândia   | 9               |                  |                   | 9  |
| 2     | Cazaquistão | 2               |                  | 3                 | 5  |
| 3     | Laos        | 1               | 4                | 1                 | 6  |
| 4     | Iraque      | 1               | 2                |                   | 3  |
| 5     | Líbano      | 1               | 1                |                   | 2  |
| 6     | Uzbequistão | 1               |                  | 2                 | 3  |
| 7     | Vietname    |                 | 3                | 5                 | 8  |
| 8     | China       |                 | 3                | 1                 | 4  |
| 9     | Filipinas   |                 | 1                | 5                 | 6  |
| 10    | Hong Kong   |                 | 1                |                   | 1  |
| 11    | Índia       |                 |                  | 6                 | 6  |
| 12    | Afeganistão |                 |                  | 1                 | 1  |
| 12    | Jordânia    |                 |                  | 1                 | 1  |
| 12    | Kuwait      |                 |                  | 1                 | 1  |
| TOTAL | TOTAL       | 15              | 15               | 26                | 56 |

## Medalhistas
| Evento                          | Ouro                                 | Prata                           | Bronze                                                             |
| 48–51 kg masculino (detalhes)   | THA Tailândia Virapong Nonting       | LAO Laos Thongbang Zeuaphom     | IND Índia Dolan Singh VIE Vietnã Le Huu Phuc                       |
| 51–54 kg masculino (detalhes)   | THA Tailândia Sattra Paleenaram      | LAO Laos Noukhith Ladsaphao     | VIE Vietnã Le Huu Phuc KAZ Cazaquistão Birzham Aukenov             |
| 54–57 kg masculino (detalhes)   | THA Tailândia Kittisak Boonsemsen    | VIE Vietnã Nhuyen Tran Duy Nhat | LAO Laos Souket Changdheow UZB Uzbequistão Sherzod Sharipov        |
| 57–60 kg masculino (detalhes)   | THA Tailândia Weerapol Kwangkhwang   | PHI Filipinas Zaidi Laruan      | VIE Vietnã Vo Van Dai UZB Uzbequistão Firdavsiy Kholmuratov        |
| 60-63,5 kg masculino (detalhes) | THA Tailândia Sakdithat Sakdarat     | CHN China Zhang Xiaolong        | JOR Jordânia Waleed Al-Jiousi KAZ Cazaquistão Roman Semerin        |
| 63,5–67 kg masculino (detalhes) | UZB Uzbequistão Mavlonbek Kahhorov   | LAO Laos Sathid Koeinta         | PHI Filipinas Jay Harold Gregorio KAZ Cazaquistão Daulet Otarbayev |
| 67–71 kg masculino (detalhes)   | KAZ Cazaquistão Almas Smagulov       | IRQ Iraque Mustafa Farhan       | AFG Afeganistão Rezwan Mohammadi CHN China Wang Guan               |
| 71–75 kg masculino (detalhes)   | KAZ Cazaquistão Damir Fatkhutdinov   | IRQ Iraque Adel Jawad           | IND Índia Balakrishna Shekhar Shetty                               |
| 75–81 kg masculino (detalhes)   | IRQ Iraque Mohammed Jabbar           | LIB Líbano Nour Salman          | KUW Kuwait Nawaf Ahmad                                             |
| 42–45 kg feminino (detalhes)    | LAO Laos Phubthasone Keoxayyavong    | VIE Vietnã Nguyen Thi Mai Ngan  | IND Índia Mudrika                                                  |
| 45–48 kg feminino (detalhes)    | THA Tailândia Molthira Vatanapackdee | HKG Hong Kong Jenny So          | IND Índia Sarita Devi Nongmaithem PHI Filipinas May Libao          |
| 48–51 kg feminino (detalhes)    | THA Tailândia Kornnika Nuanboriboon  | LAO Laos Paylor Xaypao          | PHI Filipinas Maricel Subang VIE Vietnã Tran Thi Ngoc Le           |
| 51–54 kg feminino (detalhes)    | THA Tailândia Prakaidao Pramari      | CHN China Liu Jia               | PHI Filipinas Preciosa Ocaya VIE Vietnã Phan Thi Ngoc Linh         |
| 54–57 kg feminino (detalhes)    | THA Tailândia Sararat Kongsawang     | CHN China Chen Qing             | PHI Filipinas Ana Maria Rey IND Índia Harbansh Kaur Sandhu         |
| 57–60 kg feminino (detalhes)    | LIB Líbano Diana Hamadeh             | VIE Vietnã Tran Thi Huong       | IND Índia Mamta Verma                                              |